# Jan Perner
Jan Perner (ur. 7 września 1815 w Bratčicach, zm. 10 września 1845 w Pardubicach) – czeski konstruktor linii kolejowych i budowniczy.

## Życie
Pochodził z rodziny młynarskiej. W dzieciństwie bardzo chorowity, został przez rodziców ochrzczony w dniu narodzin, w obawie przed śmiercią bez tego sakramentu. W latach 1822–1827 chodził do szkoły w Potěhach. Wbrew woli ojca studiował na politechnice praskiej. W 1836 zgłosił się do prac przy budowie linii kolejowej z Petersburga do Carskiego Sioła. W 1836 opuścił Rosję, po konflikcie z władzami budowlanymi.
1 czerwca 1837 rozpoczął pracę przy budowie Kolei Północnej Cesarza Ferdynanda. Do lata 1839 uczestniczył w budowie odcinka Brzecław – Brno. Potem był odpowiedzialny za projektowanie prac przy odcinku Ostrawa – Oświęcim. Jan Perner brał udział w najważniejszych działaniach projektowych przy połączeniu Wiednia z Pragą. W 1841 postanowił całkowicie poświęcić się projektowaniu linii kolejowych. Od 1842 został Wyższym Inżynierem Kolei. W tym samym roku cesarz zatwierdził jego projekt linii z Pragi do Drezna.

## Okoliczności śmierci
9 września 1845 Perner wracał z Moraw w pierwszym wagonie za lokomotywą. Przy przejeździe przez tunel w okolicy Chocni, zszedł na ostatni stopień wagonu, by sprawdzić stan przez siebie wykonanych prac i uderzył o mijany słup. Z urazem głowy i ręki wsiadł jeszcze do pociągu i dojechał do Pardubic, gdzie wysiadł i po kilku krokach upadł. Zmarł następnego dnia o godzinie jedenastej, po przewiezieniu do domu ojca. Pogrzeb odbył się 12 września, przy udziale dużej liczby ludzi. Z Pragi wyprawiono na tę okoliczność specjalny pociąg.